# الإقليم الشمالي الغربي (آيسلندا)
الإقليم الشمالي الغربي (بالإنجليزية: Northwestern Region)‏ هو أقليم في آيسلندا، يتبع آيسلندا، بلغ عدد سكانه 7392 نسمة، في 2008، عاصمته Sauðárkrókur ‏، تبلغ مساحته 12737 كيلومتر مربع.